# علم الأدوية التجميلي
علم الأدوية التجميلي
علم الأدوية النفسي التجميلي، هومصطلح تم ابتكاره في عام 1950 بواسطة العالم Peter D. Kramer
```
وتم نشره في كتابه 
```

"listening to prozac"
عام 1993,والذي يعالج كيفية استخدام الادوية لنقل شخص من حالة نفسية طبيعية إلى حالة نفسية طبيعية أخرى أكثر تقبّلا أو ذات سلوك مكافئ أفضل.
مثال:من حالة اكتئاب الي حالة الثقة بالنفس أو من حالة ابطئ بالإدراك إلى حالة اسرع.
بالمقارنة مع الجراحة والتي تؤدي إلى نفس النتيجة العلاجية (كترميم نتيجة حرق) أو تقويم انف لتحسين المظهر كما هو مُتعارف عليه، بشكل عام العلاج الدوائي النفسي التجميلي يعتمد على استخدام مداواة ذات مفعول نفسي على افراد صحيين طبيعيين، لأهداف التعزيز بعيدا عن علاج الامراض الرسمية.وصف كارمر انه مع مضاد الاكتئاب بروزاك ان المرضى المُعرّضين ظهروا أفضل من الجيد، وناقش الاستخدام اللاخلاقي الذي يعطي نفس النتيجة لأشحاص لا يعانون من مشاكل نفسية، وتبع هذه الحالة الكثير من النقاشات حول دقّة وأخلاقيات الاستخدام التجميلي الحقيقي لمضادات الاكتئاب وغيرها من العلاجات المشابهة.
معارضون العلاج الدوائي التجميلي يعتقدون ان بعض الادوية تستخدم بطريقة لا اخلاقية، ومفهوم العلاج التجميلي هو إظهار لحماية المستهلك الوطني.
المؤيدون مثل الفيلسوف آرثركابلان، حالات معينة(بعيدا عن موظفي الحكومة والاطباء) صائبة القرار بخصوص استخدام هذه الادوية لاهداف تجميلية.
انجان شاتيرجي، طبيب أمراض عصبية في جامعة بنسيليلفينيا جادل بأن المقاييس الطبية الغربية ع حافة الانقلاب التحفيزي العصبي، أي هؤلاء الاشخاص الذي يمكن أن يكونوا قادرين على تحسين ذاكرتهم وادراكهم بواسطة العلاج الدوائي.
جيكوب.م.ابل، عالم الأخلاقيات في جامعة براون، كشف عن قلقه حول قدرة صاحب العمل على توظيف أحد المحفّزات للعمّال خاصّته.

## اقرأ أيضا
- مادة محسنة للأداء
- حرية الإدراك
- أخلاقيات عصبية
- منشط الذهن

## مقالات علمية بواسطة بوب ميد
- Bjorklund P (أبريل 2005). "Can there be a 'cosmetic' psychopharmacology? Prozac unplugged: the search for an ontologically distinct cosmetic psychopharmacology". Nurs Philos. ج. 6 ع. 2: 131–43. DOI:10.1111/j.1466-769X.2005.00213.x. PMID:15787908. مؤرشف من الأصل في 2019-12-10.

## روابط خارجية
- Society for the Advancement of Cosmetic Pharmacotherapy